# Regensburger Domspatzen
Die Regensburger Domspatzen sind der Domchor des Regensburger Domes in Trägerschaft der Stiftung Regensburger Domspatzen. Er bestand bis September 2022 aus einem reinen Knabenchor mit Männerstimmen. Seitdem nimmt das dazu gehörende Gymnasium auch Mädchen auf und erhält einen zusätzlichen Mädchenchor. Die Regensburger Domspatzen können auf eine über tausendjährige Geschichte zurückblicken und sind damit einer der ältesten Knabenchöre der Welt. Sie gehören zu den berühmtesten und renommiertesten Chören. 2002 wurde ihnen von der Europäischen Föderation der Chöre der Titel Kulturelle Botschafter von Europa verliehen. Die Regensburger Domspatzen wurden durch die Teilnahme am UNICEF-Wettbewerb „JuniorBotschafter“ als „Juniorbotschafter für Kinderrechte“ gewürdigt.
2010 wurde bekannt, dass im Chor und in den zu ihm gehörenden Erziehungseinrichtungen systematisch psychische und physische Gewalt gegen die Kinder und Jugendlichen ausgeübt wurde, unter anderem auch unter Domkapellmeister Georg Ratzinger. Laut einem Untersuchungsbericht von 2017 und neueren Studien erlitten in neuerer Zeit 500 Opfer körperliche und 67 Opfer sexuelle Gewalt durch vermutlich 45 bzw. 9 Täter. Die Regensburger Domspatzen arbeiteten die Missbrauchsfälle im Dialog mit den Betroffenen und wissenschaftlichen Gutachten auf.

## Geschichte

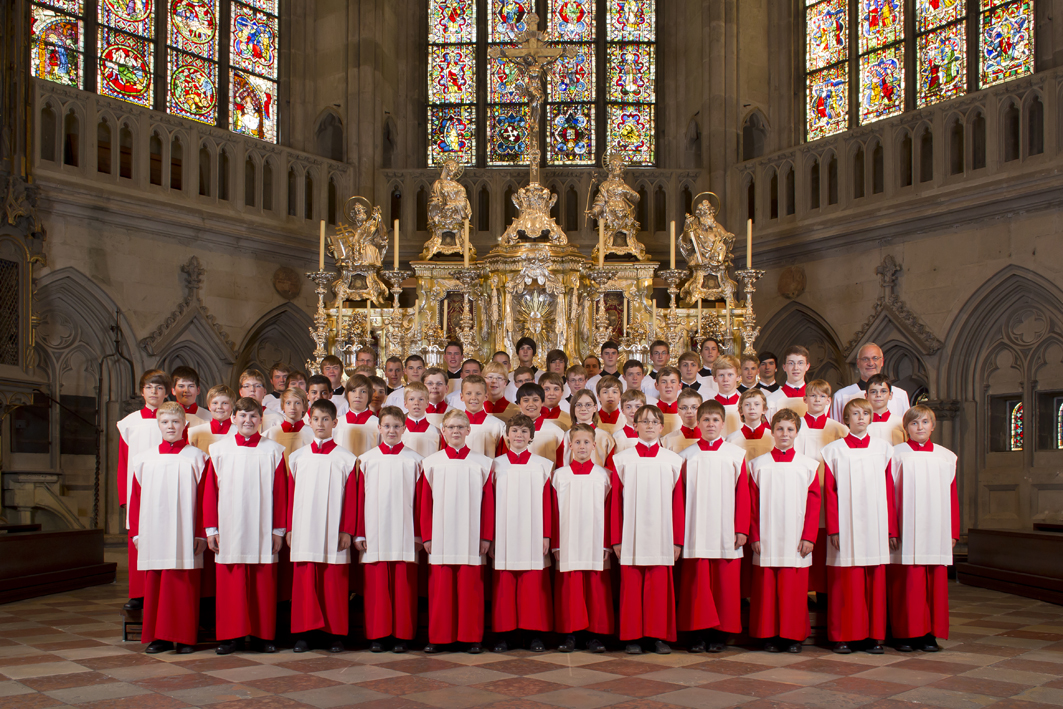
Regensburger Domspatzen

### Vorläufer im Mittelalter und der frühen Neuzeit
Im Jahr 739 wurde Regensburg Bischofssitz. Der Bischof war zugleich Abt des Klosters St. Emmeram, in dem er residierte. Das Kloster erlangte weitreichende Bedeutung zwischen dem 8. und 12. Jahrhundert auf den Gebieten der Theologie, Philosophie, Mathematik, Astronomie und Kunst. Es beherbergte eine Bibliothek herausragender Schriftstücken des Mittelalters. Seit der Synode von Neuching 771 zählen Gründung und Unterhalt von Schulen zu den Aufgaben eines Bischofs. So ist schon aus der Zeit eine sogenannte schola puerorum episcopalis – eine Bischöfliche Knabenschule – belegt. Bischof Wolfgang (972–994) vollzog die gorzisch-trierische Klosterreform und löste 975 die Personalunion von Abt- und Bischofswürde in Regensburg auf. Als Bischof von Regensburg gründete er im Jahr 975 eine eigene Domschule zur Ausbildung von Kleriker-Nachwuchs. Aufgabe der Scolares am Dom war es, die Liturgie im Regensburger Dom zu gestalten. Dabei orientierte er sich an der Regel, die Bischof Chrodegang für die Unterweisung von Knaben und Pflege der liturgischen Gesänge festgelegt hatte. Diese Regel empfahl insbesondere den Gesang zur feierlichen Gestaltung der Liturgie und des Stundengebetes. In der Folge entwickelte sich die Regensburger Domschule zu einer hoch angesehenen Bildungseinrichtung. Mitte des 11. Jahrhunderts wurde die Aufsicht über die Schule und den Chor einem Scholasticus bzw. Magister scholarum übertragen. Er wurde aus dem Kreis des Domkapitels gewählt und vom Bischof bestätigt. Die Domsingknaben sangen 500 Jahre lang Gregorianische Choräle in der Liturgie. 1502 kamen zu den Knaben acht Männerstimmen hinzu, um die aufkommende und bis heute praktizierte Vokalpolyphonie singen zu können.
Eine Stiftung des Domkapitels im Jahr 1591, die Dompräbende, diente der Einrichtung und dem Unterhalt eines Internats für die Domschüler. Die finanziellen Mittel dafür stellten der Regensburger Bischof und das Domkapitel bereit. Die Bedeutung der Domschule war zu dieser Zeit stark gesunken, die Präbende „eine Verpfleg- und Bewahrungsanstalt für eine kleine Zahl von Knaben, die bei den gottesdienstlichen Verrichtungen singen mußten“.
Gleichzeitig wurde mit dem Einsatz von Musikinstrumenten im Regensburger Dom der Anfang der instrumentalen Kirchenmusik begründet, die bis zur Begründung der „Regensburger Tradition“ im 19. Jahrhundert für die liturgische Gestaltung maßgeblich war.

### 17. bis 19. Jahrhundert
Zu Zeiten des Dreißigjährigen Krieges erfuhr die Präbende eine mehrjährige Unterbrechung, weil die Stiftung bankrottging. Zwischen 1634 und 1637 blieben nur vier bzw. fünf Schüler übrig. Da die Stadt Regensburg damals von schwedischen Truppen besetzt war, wurden im Dom keine katholischen, sondern evangelische Gottesdienste gefeiert. Ende 1637 konnte das Seminar wieder geöffnet werden, jetzt lebten sechs „große Alumnen“ und drei „kleine Alumnen“ im Seminar. Die älteren Alumnen sollten für den Dienst in einer Pfarrei ausgebildet werden; nur die jüngeren sollten im Dom singen. Allerdings geriet das Domstift durch den Dreißigjährigen Krieg bereits 1646 wieder in eine derartige Notsituation, dass nur noch zwei Schüler als Ministranten gehalten werden konnten. Im Jahr 1653 kam es unter Bischof Franz Wilhelm von Wartenberg zu einer Neugründung und Umstrukturierung der Domschule. Dazu löste er die alte Domschule auf und gründete zugleich das Klerikalseminar St. Wolfgang, die Dompräbende andererseits. Seit dieser Zeit wird einerseits die Ausbildung von Klerikern nicht mehr in der Domschule vorgenommen, sondern im neugegründeten Regensburger Priesterseminar. Die Ausbildung und Unterbringung der Sängerknaben andererseits wurde damals in der bis heute bestehenden Dompräbende der Domspatzen neu geregelt. Eine Folge dieser Trennung war, dass die Domsingknaben keine eigene Schule mehr hatten; dies blieb bis ins 20. Jahrhundert so.
Nachdem das Fürstentum Regensburg inklusive des Hochstifts Regensburg 1810 zum Königreich Bayern geschlagen worden war, teilten sich ab 1819 der Staat Bayern und die bis dahin Verantwortlichen aus Domkapitel und Bischof die Finanzierung der Domschule. Der Staat bezahlte jetzt zwei Drittel der Kosten für Dompräbende und übernahm damit den Anteil, den bisher der Bischof zu entrichten hatte. Die Qualität der Dommusik zu Beginn des 19. Jahrhunderts war schlecht. Dies lag einerseits an einer Überforderung der Sänger, andererseits aber auch an einer schlechten Bezahlung der Dommusiker.
Im 19. Jahrhundert kam es in Regensburg zu einer Reform der Kirchenmusik, wichtige Impulse dazu setzte der Musikforscher Carl Proske. Insbesondere die Meister kirchlicher Werke wie Giovanni da Palestrina oder Orlando di Lasso sollten wieder in das Repertoire aufgenommen werden. Darauf geht die Regensburger Tradition zurück, besonders den Gregorianischen Choral und die altklassische Vokalpolyphonie zu pflegen.

### Frühes 20. Jahrhundert, unter dem Namen „Domspatzen“
Im August 1910 unternahm der Regensburger Domchor unter Franz Xaver Engelhart seine erste Auslandsreise; sie führte zu einem kirchenmusikalischen Kurs nach Prag. In Presseberichten über diese Reise wird zum ersten Mal der Name Domspatzen erwähnt. Zuvor war nur von Domchor oder Domcapelle die Rede. Andererseits ist aber bereits in einem Brief von 1873 von einem „ehemaligen Domspatz“ die Rede; offensichtlich wurde dieser Begriff schon damals, wenngleich nicht offiziell, gebraucht. 1934 wurde vom Domkapitel ein Anwesen in der Regensburger Orleansstraße erworben, das ein Jahr später von der Dompräbende bezogen wurde. Vor allem durch die Tätigkeit von Theobald Schrems, Domkapellmeister 1924–1963, wurde der Chor weltberühmt.
Nachdem Schrems 1924 Domkapellmeister geworden war, stand er bald vor vielfältigen Problemen: Während der 1920er Jahre litt insbesondere die Dompräbende, also das Internat des Chores, unter der wirtschaftlichen Krise. Dies führte zu einem Nachwuchsproblem: Viele Familien konnten sich die Unterbringung ihrer Kinder in der Dompräbende nicht mehr leisten. In der Folge stiegen viele Sänger aus der Stadt Regensburg, die bei ihren Eltern wohnen konnten und auf die Präbende damit nicht angewiesen waren, in den Stammchor auf, obwohl es an musikalischem Talent fehlte. Die finanzielle Notsituation hätte nur durch großzügige finanzielle Unterstützung behoben werden können, die allerdings weder von staatlicher noch kirchlicher Seite möglich war. In diesem Zuge wurde 1925 von ehemaligen Domchorsängern der „Domchorverein“ gegründet, der den Chor finanziell unterstützen sollte. Finanzielle Mittel rekurrierten sich zunächst aus den Gründungsspenden einzelner Mitglieder, später auch aus den Mitgliedsbeiträgen. Zudem finanzierte sich der Chor zunehmend auch durch außerkirchliche Konzerte; das erste öffentliche Konzert fand 1925 in Regensburg statt. Die Domspatzen sangen Opern wie Hänsel und Gretel und traten im Rundfunk auf. 1933 reiste der Chor nach Italien.

### Zeit des Nationalsozialismus
Bereits auf dem Regensburger NSDAP-Gautag im Juni 1933 traten die Domspatzen vor Parteiorganisationen auf. Dies geschah auf Wunsch des Gauleiters Hans Schemm unter anderem mit einem Stück von Richard Wagner. Als der Reichskanzler Adolf Hitler im Oktober 1933 die Stadt besuchte, sang der Domchor im Reichssaal für ihn. Dieser Auftritt ging auf die Initiative von Chorleiter Theobald Schrems zurück. Hitler unterstützte die Domspatzen in der Folgezeit bis Kriegsende persönlich finanziell. Er spendete jährlich 12.000 RM (entspricht heute etwa 50.000 EUR) „aus eigenen Mitteln, um musikalisch besonders begabten Sängerknaben Freistellen zu gewähren“. Der Chor trat insgesamt sechsmal in der Gegenwart des „Führers“ auf, so z. B. auf dem Reichsparteitag der NSDAP von 1938 in Nürnberg und zweimal auf dem Obersalzberg, am 28. Juli 1936 und am 13. August 1938.
1934 wurde der Domchorverein „gleichgeschaltet“. Die NSDAP fragte direkt beim Verein nach, ob dessen „Gleichschaltung“ bereits vollzogen oder noch in Planung sei. Dies führte auch zu Auseinandersetzungen zwischen Bistum und Domchorverein, die sich um die Frage drehten, inwieweit der Chor überhaupt Aufführungen außerhalb der Liturgie vornehmen sollte. Schrems selbst bat die Gauinspektion der NSDAP in Regensburg darum, von einer Gleichschaltung des Vereins abzusehen. 1934 wurden zu Ludwig Eckert und Martin Miederer zu Vorsitzenden des Domchorvereins gewählt; beide waren Mitglieder der NSDAP. Ab 1937 wurde Miederer anstelle des von der NSDAP nur geduldeten Eckert Vorsitzender des Vereins.
Der Domchorverein finanzierte sich auch in dieser Zeit einerseits über die Einnahmen aus Konzerten, andererseits aus Zuschüssen des Bistums wie der staatlichen Stellen. Mittels der staatlichen Zuschüsse wollte die NSDAP auch Auftritte des Chores für ihre eigenen Zwecke erreichen. Dagegen versuchte sich Bischof Michael Buchberger zu wehren und wies die Reichskanzlei immer wieder darauf hin, die Domspatzen könnten nicht für derartige Feierlichkeiten in Anspruch genommen werden, die dem Charakter eines Domchores zuwiderliefen.
1935 erwarb der Domchorverein ein neues Internatsgebäude. Ebenfalls 1935 reifte der Plan, ein eigenes Musikgymnasium zu errichten. Ein solches musisches Gymnasium wurde allerdings auf Betreiben des Vorsitzenden des Domchorvereins Miederer nicht in Regensburg, sondern am 6. November 1939 in Frankfurt am Main errichtet.
Als 1935 Hans Schemm, der Gauleiter der Bayerischen Ostmark, starb, sollte der Domchor auf dessen Begräbnis singen. Dies lehnte Bischof Buchberger zunächst mit dem Hinweis darauf ab, Schemm sei Protestant gewesen. Schließlich erteilte Buchberger aber doch seine Erlaubnis, da damit gedroht worden war, den Domspatzen in Zukunft die für Konzerte erforderlichen Schuldispensen nicht mehr zu gewähren.
1937 unternahm der Domchor eine größtenteils von Hitler finanzierte Südamerika-Tournee mit Auftritten u. a. in São Paulo und Montevideo. In einer Nebenrolle des Propagandafilms Das unsterbliche Herz von Veit Harlan traten die Domspatzen als Kirchenchor ohne liturgische Funktion auf. Da dieser Film einen antikatholischen Einschlag hatte und die Moral der Kirche bloßstellte, rief der damalige Auftritt der Sängerknaben starke Kritik innerhalb des Regensburger Domkapitels hervor. Bischof Buchberger entschuldigte sich handschriftlich bei allen deutschen Ordinariaten und betonte, dass „weder der Domkapellmeister, noch viel weniger Domkapitel und Bischof eine Kenntnis oder auch nur eine Ahnung davon hatten, dass die […] Erlaubnis, ein Lied für den Film zu singen, in solcher Weise mißbraucht werden würde“. Ein nachträglich eingelegter Protest hätte keine praktische Bedeutung mehr gehabt. Mit der Finanzierung durch Propagandaminister Joseph Goebbels unternahmen die Domspatzen nach Beginn des Weltkriegs zur Repräsentation des NS-Regimes vielerlei Auslandsreisen, so z. B. nach Polen, Frankreich, Spanien und Portugal. Der Regensburger Bischof Michael Buchberger unterstützte diese Propagandarolle des Domchors weitgehend. Eine vom Vorsitzenden des Domchors Miederer ins Auge gefasste Reise in die USA fand indes nicht statt.
Anders als ähnliche kirchliche Einrichtungen, wie zum Beispiel die bayrischen Philosophisch-theologischen Hochschulen, die ebenso auf staatliche Mittel und Zusammenarbeit mit dem NS-Regime angewiesen waren, wurden weder die Domschule noch der Domchor verboten oder aufgelöst. Versuche von örtlichen NSDAP-Funktionären, den Domchor noch stärker für Repräsentationsaufgaben heranzuziehen und seine liturgischen Dienste zu minimieren, wurden von Hitler 1942 über das Reichsministerium für Volksaufklärung und Propaganda unterbunden. Eine endgültige Entscheidung über die Zukunft der Domspatzen sollte erst nach dem Kriegsende getroffen werden.
Domkapellmeister Schrems versuchte jedoch auch selbst, einer allzu großen Vereinnahmung der Domspatzen durch die Machthaber entgegenzuwirken. Als während der bereits erwähnten Südamerikareise der erste Vorsitzende des gleichgeschalteten Domchorvereins, Martin Miederer, anordnete, dass die Jungen in Jungvolk-Uniform auftreten sollten, lehnte Schrems dies kategorisch ab. Letztlich erschien nur knapp die Hälfte der Knaben in Uniform. Bei einer anderen Gelegenheit entließ Schrems einen Singknaben aus dem Chor, weil er ein Pfingstlager der Hitlerjugend dem Pontifikalamt vorgezogen hatte.
1941 kaufte Theobald Schrems aus seinem Privatvermögen das Erholungsheim in Etterzhausen. Nachdem die Stadt Regensburg 1945 von den Nationalsozialisten befreit worden war, nahm er mit 12 Sängern am 5. Mai 1945 an der Dankmesse im Regensburger Dom teil. Im September 1945 folgte die förmliche Erlaubnis der US-Amerikaner, weiter mit dem Chor zu wirken.

#### Bewertung des Engagements der Domspatzen für das NS-Regime
Nach 1945 rechtfertigte Theobald Schrems die Auftritte der Domspatzen für das NS-Regime damit, dass eine Verweigerung den Domchor gefährdet hätte. Da er immer auch religiöse Stücke vorgetragen habe, wollte Schrems diese Aufführungen im Rückblick „geradezu als versteckte Widerstandshandlungen gedeutet wissen“.
Karl Birkenseer spricht davon, dass es nur „Versuche der NS-Machthaber, den Chor für ihre Zwecke zu vereinnahmen“, gegeben habe, jedoch keine aktive Zusammenarbeit. Der Historiker Helmut Halter hingegen betont Opportunismus, Eitelkeit und Initiative von Schrems in der „Rolle der Domspatzen als Instrument der auswärtigen Kulturpolitik des NS-Propagandaministeriums“. Der NS-Forscher Wolfgang Benz sieht im „Wirken der Regensburger Domspatzen“ ein Beispiel „für den alltäglichen katholischen Kompromiss zwischen Kirche und Staat, Frömmigkeit und Kommerz“. Dies sei „eine Geschichte von Anpassung und Gleichschaltung, die das kirchliche Leben im nationalsozialistischen Staat charakterisiert.“ Paul Winterer und Wolfgang Brandl sehen insbesondere bei Theobald Schrems keine Anhängerschaft zu nationalsozialistischen Ideen; ihm könne vielleicht „Arglosigkeit“ im Umgang mit den Machthabern unterstellt werden. Vor allem dachte er, die Pläne eines Musikgymnasiums mithilfe der NSDAP verwirklichen zu können. Dies sei aber letztlich daran gescheitert, dass die Machthaber erkannten, Schrems sei zutiefst katholisch und eben nicht im Sinne der Partei eingestellt.
2014 regte der Verein „Freunde des Regensburger Domchores“ e. V. selbst eine Untersuchung des Verhältnisses von Chor und Nationalsozialismus an, die vom Historiker Roman Smolorz durchgeführt wurde. Smolorz weist auf die Bestrebungen der NSDAP hin, das Kulturleben und damit auch den Regensburger Domchor gleichzuschalten. Indem dies durch den Vorsitzenden des Domchorvereins gelang, hatte die NSDAP zwar einen Vertreter im Domchorverein, nicht aber im Chor selbst. Smolorz kommt zu dem Ergebnis, der Domchor hätte sich einer Aufgabe als Propagandainstrument des Nationalsozialismus nur durch seine völlige Auflösung entziehen können. Diesen Weg hatte Bischof Buchberger bereits 1933 kurz mittels der Gründung eines neuen Chores erwogen. Theobald Schrems sei ein „opportunistischer Spieler seiner Zeit“ gewesen. In letzter Konsequenz habe er sich allerdings immer, wenn dies erforderlich war, für die Seite der Kirche entschieden.

### Nach 1945

#### Entwicklung
Bereits 1945 und 1946 traten die Domspatzen wieder auf Konzerten auf; so etwa 1945 bei der Opernaufführung von Hänsel und Gretel, 1946 bei einer Reise durch die amerikanische Besatzungszone. Ab 1947 trat der Domchor regelmäßig zu caritativen Zwecken auf; der Regensburger Caritas-Verband nahm so 100.000 RM (entspricht heute etwa 390.000 EUR) ein.
1948 erhielt der „Verein der Freunde des Regensburger Domchors“ die Genehmigung zur Errichtung eines Gymnasiums. Bis dahin hatten die Sänger des Chores immer verschiedene Schulen besucht; dies hatte die Chorarbeit wesentlich erschwert. Dieses Gymnasium trug anfangs den Titel „Domgymnasium“. Zunächst waren Schule und Internat in der Regensburger Jugendherberge in der Wöhrdstraße untergebracht. An der Reichsstraße wurde ab 1952 ein neuer Gebäudekomplex errichtet, in dem Schule, Internat und Chor untergebracht waren. Ebenfalls 1948 wurde die Genehmigung für den Betrieb eine Vorschule in Etterzhausen erteilt, dort wurde 1951 das neue Domspatzenheim eingeweiht. Träger des Musikgymnasiums war zunächst der Verein „Freunde des Regensburger Domchors e. V.“, anschließend eine eigene Stiftung „Musikgymnasium der Regensburger Domspatzen“, die seit 1990 als Stiftung des öffentlichen Rechts besteht. Dem Stiftungskuratorium gehörten zunächst das Domkapitel Regensburg, der Verein „Freunde des Regensburger Domchores“ und der Freistaat Bayern an. Als die Stiftung in eine Stiftung des öffentlichen Rechts umgewandelt wurde, schied der Freistaat Bayern aus dem Kuratorium aus. 1952 verließen die ersten Schüler das Gymnasium mit dem Abitur. Das Gymnasium wurde als humanistisches Gymnasium gegründet, an dem Latein, Englisch und Altgriechisch unterrichtet werden. Seit 1990 bzw. 1992 bestand zudem ein neusprachlicher Zweig mit den Sprachen Latein, Englisch und Französisch. Seit 2004 wird das Gymnasium als musisches Gymnasium geführt. Daneben spielt der Unterricht an Instrumenten eine große Rolle. Zusätzlich zum musischen Zweig wird seit 2015 ein naturwissenschaftlich-technologischer Zweig angeboten. Das Gymnasium heißt nun „Gymnasium der Regensburger Domspatzen“.

#### Domkapellmeister Georg Ratzinger
Georg Ratzinger (1924–2020) war 30 Jahre lang, von 1964 bis 1994, Domkapellmeister und Leiter des Knabenchores. Er war der Bruder des emeritierten Papstes Benedikt XVI. Geboren am 15. Januar 1924, besuchte er ab 1930 die Volksschule in Tittmoning, später in Aschau. Ab 1935 besuchte Ratzinger das Erzbischöfliche Studienseminar in Traunstein und lebte dort auch im Internat. Schon dort zeigte sich seine musikalische Begabung; Ratzinger durfte am Unterricht in Harmonielehre teilnehmen, der eigentlich nur Seminaristen der Oberstufe vorbehalten war. In Traunstein übte er sich auch an ersten Kompositionen. Im Sommer 1942 wurde Georg Ratzinger zum Reichsarbeitsdienst eingezogen. Im folgenden Dezember wurde er zur Wehrmacht einberufen. 1945 geriet er in Italien in amerikanische Kriegsgefangenschaft, wurde kurz darauf nach Bad Aibling überstellt und im Juli 1945 aus der Gefangenschaft entlassen. Ab 1946 studierte er im Priesterseminar in Freising. Am 29. Juni 1951 wurde er gemeinsam mit seinem Bruder Joseph zum Priester geweiht. Anschließend wurde er Erzieher am Knabenseminar und Freising, kurz darauf Kaplan in St. Ludwig in München und studierte dazu Kirchenmusik. 1957 wurde er Chordirektor in St. Oswald in Traunstein. Am 1. Februar 1964 wurde Georg Ratzinger als Domkapellmeister der Nachfolger von Theobald Schrems, der ihn selbst noch vor seinem Tod für die Nachfolge vorgeschlagen hatte.
Unter Georg Ratzinger weitete sich die konzertante Tätigkeit des Domchores aus. Den Spagat zwischen liturgischen und konzertanten Aufgaben sah Ratzinger als seine Aufgabe. Daneben unterrichtete er auch in der Regensburger Kirchenmusikschule. Ratzinger unternahm jährlich eine Konzerttournee durch Deutschland, weitete aber auch die Tradition der Konzertreisen ins Ausland (USA, Ungarn, Japan, Taiwan, Hongkong, Korea, Tschechien und Polen) aus. Schallplatten- und CD-Einspielungen begleiteten seine Arbeit. 1976 wurden die Domspatzen mit dem Bayerischen Poetentaler ausgezeichnet. 1965 traten die Regensburger Domspatzen unter der Leitung von Georg Ratzinger in Rom auf; dort gaben sie in der Aula des Angelicums der Dominikaner ein Konzert für die Konzilsväter, die für das Zweite Vatikanische Konzil in Rom versammelt waren. 1978 sangen sie beim Staatsbesuch der britischen Königin Elisabeth II. in Deutschland, 1980 beim Besuch von Papst Johannes Paul II. in Deutschland und 1982 beim Empfang des Bundespräsidenten Karl Carstens im Schloss Augustusburg anlässlich einer NATO-Tagung. 2011 wirkten sie an der Gestaltung der Feierstunde zum Volkstrauertag im Plenarsaal des Deutschen Bundestages mit.

#### Domkapellmeister Roland Büchner
Von 1994 bis 2019 leitete Domkapellmeister Roland Büchner den Chor. Büchner war der erste Domkapellmeister seit Fortunatus Cavallo, der kein Priester war. Büchner hatte an der Regensburger Fachakademie für Kirchenmusik studiert und an der Münchner Musikhochschule die Fächer Kirchenmusik und Orgel im Konzertfach. Nach dem Studium war er in Altötting als Stiftskapellmeister tätig. Ab 1985 leitete Büchner den Konzertchor an der Regensburger Fachakademie für Katholische Kirchenmusik und Musikerziehung. Zugleich war er dort als Dozent für Orgel tätig. Büchner setzte vermehrt Aufführungen großer Chorwerke an; dazu gehörten Händels Messias, Haydns Schöpfung, oder Bachs Matthäus- und Johannespassion. Die Domspatzen führten unter seiner Leitung zahlreiche Auslandstourneen u. a. nach Japan, China, Kuwait, Südafrika, auf die Philippinen, nach Frankreich, Portugal, Schottland, Italien, Ungarn, in den Vatikan, nach Österreich, in die Schweiz, nach Belgien und in die Slowakei durch. Büchner baute bei den Domspatzen die Konzerttätigkeit aus und erweiterte das Repertoire des Chores um zeitgenössische Literatur. 2009 wurde Büchner zum Honorarprofessor an der Hochschule für katholische Kirchenmusik ernannt. Die Kritik lobte den wuchtigen Klangkörper, den die Domspatzen unter Domkapellmeister Büchner erreichten.

#### Domkapellmeister Christian Heiß
Seit September 2019 leitet Christian Heiß (* 1967) die Regensburger Domspatzen. Er war selbst Domspatz und studierte nach seinem Abitur Kirchenmusik in München. Seit 1999 war er Domorganist in Eichstätt, seit 2002 dort Domkapellmeister. Daneben war er als Diözesanmusikdirektor für die Kirchenmusik im Bistum Eichstätt zuständig.

## Mädchenchor, seit September 2022
Seit September 2022 nehmen Gymnasium und Internat auch Mädchen auf. Außerdem wurde ein Mädchenchor gegründet, dem zunächst 33 Mädchen angehörten. Dieser hatte am 18. Dezember 2022 seinen Premierenauftritt im Dom St. Peter.

## Organisation
Die Regensburger Domspatzen sind ein Zusammenschluss des Regensburger Domchors und der Regensburger Sängerschule. Der Träger des Chors, des Gymnasiums mit Internat und der Grundschule ist die Stiftung Regensburger Domspatzen, eine Stiftung des öffentlichen Rechts. Diese wird vom Regensburger Domkapitel und dem Verein der Freunde des Regensburg Domchors getragen.
Der Verein Freunde des Regensburger Domchors wurde am 15. Juli 1925 auf die Initiative von Theobald Schrems zur Unterstützung des Chors gegründet. Das gleiche Ziel hatte auch der Verein Kulturstiftung der Regensburger Domspatzen e. V., der später in Kulturförderverein Regensburger Domspatzen e. V. umbenannt wurde. Dieser hat sich im Januar 2015 aufgelöst, da das Bistum den Domspatzen schon Jahre zuvor die Annahme von Geldern des Vereins untersagt hatte. Hintergrund ist, dass die damalige Vereinsvorsitzende Maria Eichhorn auch bei donum vitae aktiv ist. Das verbleibende Geld des Vereins wird gemeinnützig gespendet.
Die Regensburger Domspatzen werden an einer eigenen sprachlichen und humanistischen Schule, dem Musikgymnasium der Regensburger Domspatzen, unterrichtet. Wegen der Einführung des achtjährigen Gymnasiums (G8) wurde es ab 2004 in ein reines Musisches Gymnasium umgewandelt. Insgesamt besuchen etwa 420 „Spatzen“ Chor, Schule und Internat. Das Ziel des Gymnasiums ist eine ganzheitliche Ausbildung der Schüler.
Im Kloster Pielenhofen wurde bis Herbst 2013 die Grundschule der Regensburger Domspatzen (1.–4. Klasse) betrieben. Seit dem Schuljahr 2013/14 ist die Grundschule in einem eigenen Bau auf dem Gelände des Gymnasiums in der Regensburger Reichsstraße untergebracht. Ziel der Schule ist es, die Jungen mit intensiver Betreuung und reformpädagogischen Elementen auf den Übertritt in das Gymnasium der Domspatzen vorzubereiten.
Am 15. Juni 2021 gaben das Bistum Regensburg und Domkapellmeister Heiß bekannt, dass ab dem Schuljahr 2022/23 auch Mädchen in das Gymnasium aufgenommen würden. Es solle jedoch kein gemischter Chor entstehen; stattdessen sollten die Domspatzen als reiner Knaben- und Männerchor erhalten bleiben und parallel dazu ein Mädchenchor aufgebaut werden, der sich zukünftig an der musikalischen Gestaltung der Liturgie im Dom beteiligen wird.

## Finanzierung
Die Regensburger Domspatzen finanzieren sich einerseits über die Elternbeiträge. Daneben treten allerdings auch Zuschüsse des Regensburger Domkapitels und gesetzlich vorgesehene Zuschüsse. Für das Jahr 2019 etwa beliefen sich die Kosten für Schule, Internat und Chor auf 11,1 Millionen Euro.

## Misshandlungen und sexueller Missbrauch
Im März 2010 berichteten mehrere ehemalige Domspatzen-Schüler von sexuellen Übergriffen. So schilderte Franz Wittenbrink in der Livesendung bei Markus Lanz am 13. März 2010, in der Sendung Menschen bei Maischberger und einen Tag später in ML Mona Lisa Missbrauchsfälle während seiner Zeit bei den Regensburger Domspatzen. Das Ordinariat der Diözese nannte daraufhin als Täter die verstorbenen geistlichen Internatsleiter Friedrich Zeitler und Georg Friedrich Zimmermann. Ein Jahr später legte die Diözese ausgewählten Pressevertretern einen zusammenfassenden Arbeitsbericht über die Vorfälle von sexuellem Missbrauch im Bistum Regensburg zwischen 1945 und 2010 vor. Laut weiterführenden Recherchen des Online-mediums Regensburg-Digital verschleierte die Diözese systematische sexuelle Übergriffe bei den Domspatzen, die demnach bis in die NS-Zeit zurückgingen. Auch die langjährigen sexuellen Übergriffe durch die ehemaligen Internatsdirektoren der Domspatzen, Zeitler und Zimmermann, wurden in einer journalistischen Recherche und nicht von der Diözese aufgedeckt.
Ehemalige Domspatzen des Archivs www.intern-at.de schätzten 2014 die Zahl der von sexuellem Missbrauch betroffenen Sängerknaben auf etwa hundert. Im April 2015 kündigte das Bistum Regensburg an, die Vorfälle mit Hilfe der Opferschutzorganisation Weißer Ring aufklären zu wollen. Der vom Weißen Ring empfohlene Opferanwalt Ulrich Weber richtete eine Webseite ein, über die sich Betroffene mit ihm in Verbindung setzen konnten.
Am 8. Januar 2016 gab Weber in einem Zwischenbericht öffentlich bekannt, dass eine deutlich höhere Opferzahl anzunehmen sei. Das Bistum hatte bis dahin nur von Misshandlungen in der Domspatzen-Vorschule in Etterzhausen und später in Pielenhofen gesprochen; er berichtete nun auch von Übergriffen im Gymnasium, im Internat und im Chor in Regensburg. Weber teilte mit, von 1953 bis 1992 seien mindestens 231 Kinder von Priestern und Lehrern des Bistums verprügelt oder sexuell missbraucht worden. Er nehme an, dass die Dunkelziffer der misshandelten Kinder deutlich höher ist und dass etwa jeder Dritte der rund 2100 Vorschüler zwischen 1953 und 1992 unter körperlicher Gewalt litt. Außerdem wies Weber ausdrücklich darauf hin, dass der Domrat „seit spätestens Ende der 80er“ über die Geschehnisse informiert gewesen sei, und auch der langjährige Leiter des Chores Georg Ratzinger „von den zahlreichen Misshandlungsfällen bei dem Knabenchor gewusst haben“ müsse. Ratzinger wies diese Vorwürfe zurück und bekräftigte, zu seiner Zeit weder von sexuellen Übergriffen noch von übermäßiger Gewalt gehört zu haben; Ohrfeigen seien damals „nicht nur bei den Domspatzen, sondern in allen Erziehungsbereichen wie auch in den Familien üblich“ gewesen.
In seinem am 18. Juli 2017 vorgestellten Abschlussbericht nennt Weber 547 Misshandlungs- und Missbrauchsfälle bei den Regensburger Domspatzen. 500 Jungen waren Opfer körperlicher Gewalt und 67 Opfer sexueller Gewalt; einige erlitten beides.
Verantwortlich hierfür waren 49 Täter; 45 von ihnen übten körperliche Gewalt aus, insgesamt neun sexuelle Gewalt. Unter den Täter rage insbesondere der ehemalige Direktor und der Präfekt der Vorschule in Etterzhausen bzw. Pielenhofen hervor. Im Bereich des Musikgymnasiums habe der Schwerpunkt der Gewalt im Bereich des Internats gelegen, sei aber im Vergleich mit der Vorschule „nicht mehr so flächendeckend und allgegenwärtig“ gewesen. Mit der ausgeübten Gewalt gehe laut Abschlussbericht auch eine hohe psychische Belastung einher.
Der Regensburger Bischof Voderholzer ließ in den Gemeinden des Bistums ein Hirtenwort verlesen.
Er bitte die Opfer körperlicher oder sexueller Gewalt „in Demut“ „anstelle der Täter, von denen die meisten verstorben sind, um Vergebung“ und bitte, „dass diese Entschuldigung von den Betroffenen angenommen werde.“ Bischof Voderholzer sprach zudem von „Entsetzen und Betroffenheit“ angesichts der Missbrauchsfälle. Mit Blick auf die angewendete Gewalt sprach er zudem von Körperverletzungen, „die deutlich über das damals allgemein hingenommene Maß einer Ohrfeige hinausgehen“.
75 Personen haben 2017 einen Antrag auf Anerkennung erlittener körperlicher Gewalt gestellt, 47 davon wurden abschließend behandelt. An 45 davon wurden insgesamt 178.000 € Zahlungen geleistet, in 2 Fällen sind Zahlungen noch offen. Weber kommt in seinem Abschlussbericht mit Blick auf die aktuelle Situation bei den Domspatzen zum Ergebnis: „Ein Blick auf die Domspatzen von heute zeigt eine Einrichtung, die vormalige organisatorische Schwachstellen behoben hat, eine zeitgemäße Pädagogik vermittelt und zielgerichtete Präventionskonzepte anwendet.“ Die Zusammenarbeit mit den verantwortlichen Stellen im Bistum Regensburg und bei den Domspatzen bezeichnet der Abschlussbericht als „äußerst positiv“. Die für die Aufklärung relevanten Akten seien vollständig übergeben worden. Dies belegen die Autoren damit, dass einerseits für die konkrete Untersuchung irrelevante Akten übergeben wurden und eine Vorauswahl somit nicht stattgefunden hatte; zudem seien auch Akten übergeben worden, die sich mit Blick auf die Aufarbeitung für das Bistum als negativ erwiesen. Der Missbrauchsbeauftragte der Bundesregierung, Johannes-Wilhelm Rörig, lobte zudem die Aufarbeitung der Missbrauchsfälle bei den Domspatzen. Bischof Rudolf Voderholzer habe sich nach seinem Amtsantritt 2013 der Verantwortung gestellt. Nach Jahren der Verschleppung sei nun unter Bischof Voderholzer der Missbrauch umfassend aufgearbeitet worden.
2018 erhoben ehemalige Domspatzen nach einem Bericht des Politmagazins Report Mainz Vorwürfe, von älteren Mitschülern sexuell missbraucht worden zu sein. Das Bistum Regensburg bot möglichen Opfern die Gelegenheit, sich zu melden, kritisierte jedoch auch den Fernsehbericht, da die Vorwürfe nicht neu seien.
Zwei im Auftrag des Regensburger Aufarbeitungsgremiums erstellten Studien, eine historisch-kritische und eine kriminologische, zeigten auf, dass eine „totale Institution“ erkannt wurde, in der der Erfolg des Chores weit über dem Wohl der Kinder stand. Es war ein System der dauernden Überwachung bis in intimste Bereiche hinein, das jedoch kaum von außen kontrolliert wurde. Jahrzehntelang habe es kein Interesse an der pädagogischen und individuellen Förderung der Kinder gegeben. Dem langjährigen Direktor der Vorschule, Johann Meier, werden Sadismus und Allmachtsfantasien zugeschrieben.

## Sonstiges

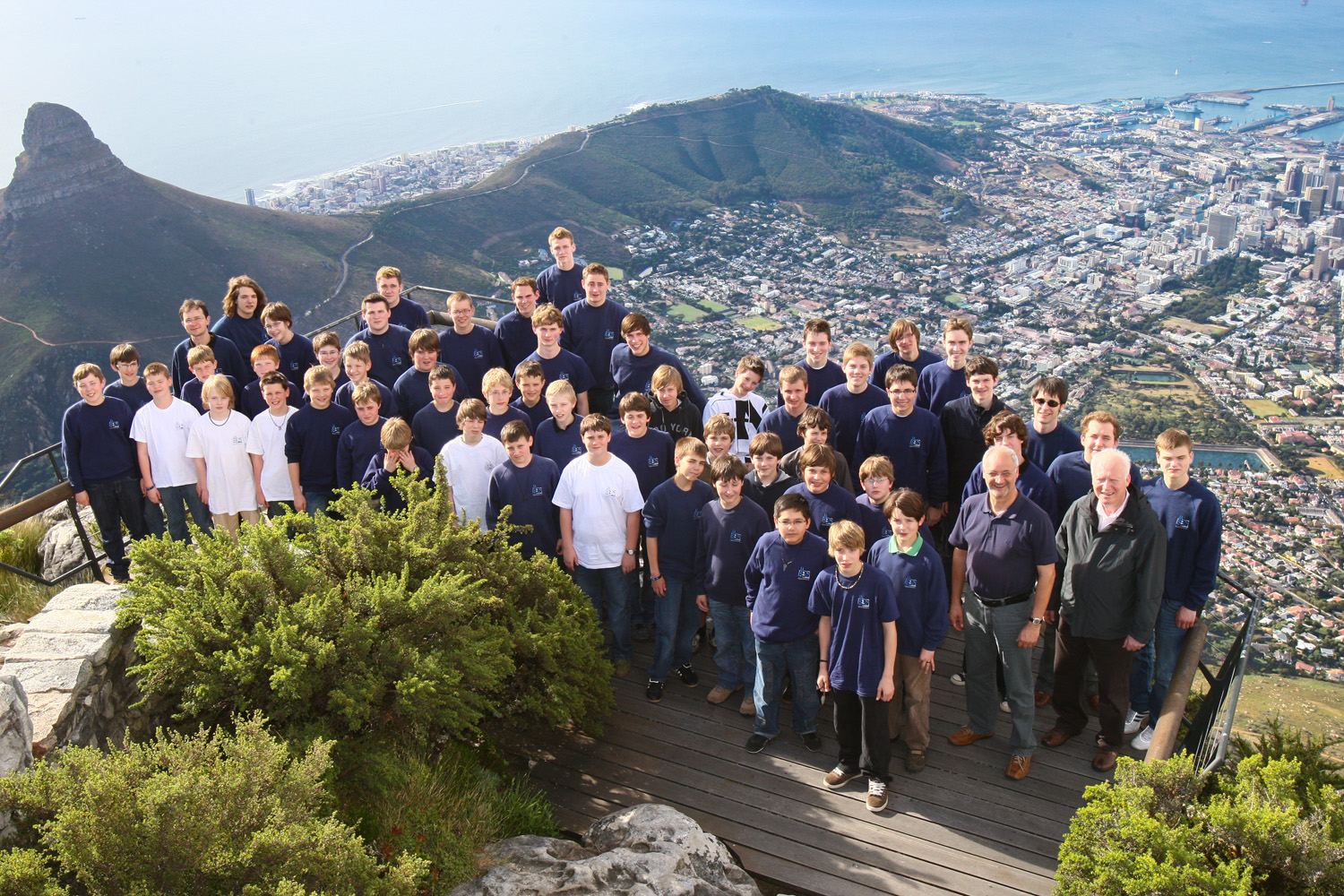
Die Regensburger Domspatzen stehen am 4. März 2008 auf dem Tafelberg in Kapstadt, Südafrika

Unter Domkapellmeister Roland Büchner veröffentlichten die Domspatzen im Herbst 2005 ein Album, auf dem das Konzert für Papst Benedikt XVI. zu hören ist. Es stieg auf Platz 86 der deutschen Album-Charts und auf Platz 5 der Klassik Charts ein, die bis dahin höchste Chartplatzierung einer A-cappella-Einspielung überhaupt. Das Konzert wurde in der Sixtinischen Kapelle im Beisein des Papstes und unter der Leitung von Domkapellmeister Roland Büchner aufgeführt. Das Vatikan-Konzert zusammen mit den Münchner Philharmonikern unter Christian Thielemann und Domkapellmeister Roland Büchner konnte sich ebenfalls in den Klassik-Charts (Platz 12, Dezember 2005) platzieren.
Seit einigen Jahren zeichnet die von Monika von Hassel ins Leben gerufene Kai-Uwe-von-Hassel-Stiftung alljährlich Abiturienten des Musikgymnasiums der Regensburger Domspatzen aus, die sich durch überdurchschnittliche und besondere Leistungen während ihrer Domspatzenzeit ausgezeichnet haben.
Seit 2007 ist bei den Regensburger Domspatzen auch eine Frau, Kathrin Giehl, als Chorleiterin tätig.

## Regensburger Domkapellmeister seit dem 16. Jahrhundert
- 1551–1568: Johann Simon
- 1568–1585: Wolfgang Wolch
- 1585–1600: Philipp Lederer
- 1600–1601: Christian Schimperlin, Succentor
- 1601–1607: Magister Georg Nigrinus (Schwarz)
- 1607–1627: Joachim Held
- 1627:00000 Aufmüller (mit dem Titel Director Chori)
- 1628:00000 Christoph Bayer (ab 1622 Choralist mit den Funktionen des Kantors)
- ca. 1631:00 Behaim (Choralist und Kantor)
- ca. 1633:00 Paul Jehlin (Choralist und zugleich Kantor)
- 1636–1640: Vossa (Kantor und Bauamtsverwalter)
- 1640–1643: Ein Priester, „ein guter musicus vocalis et instrumentalis“
- 1643–1647: Paul Jehlin
- 1647–1648: Johann Gemainer
- 1648–1652: Paul Jehlin (zugleich deutscher Schulmeister)
- 1652–1662: Andreas Halmher
- 1662–1674: Laurentius Halmher
- 1674–1679: Georg Faber (mit dem Titel Domkapellmeister)
- 1679–1691: Johann Georg Reichwein
- 1691–1702: Simon Erzmann
- 1702–1715: Anton Joseph Havek
- 1715–1729: Joseph Zink
- 1729–1738: Wolfgang Joseph Söltl (Domvikar)[115]
- 1738–1769: Johann Joseph Ildephons Michl
- 1769–1801: Fortunatus Cavallo
- 1801–1834: Wenzeslaus Cavallo
- 1834:00000 Johann Evangelist Deischer
- 1838–1839: Johann Evangelist Deischer
- 1839–1871: Joseph Schrems
- 1871–1882: Franz Xaver Haberl
- 1882–1882: Michael Haller
- 1882–1885: Ignaz Mitterer
- 1885–1891: Max Rauscher
- 1891–1924: Franz Xaver Engelhart
- 1924–1963: Theobald Schrems
- 1964–1994: Georg Ratzinger
- 1994–2019: Roland Büchner (der erste Nicht-Geistliche seit Fortunatus Cavallo)
- seit 2019: Christian Heiß

## Schulleiter des Musikgymnasiums
- 1948–1949: Franz Xaver Magerl[116]
- 1949–1950: Johann Hublocher
- 1950–1952: Michael Treitinger
- 1953–1956: Ernst Moser
- 1956–1962: Cyrill Bader
- 1962–1970: Josef Höfler
- 1970–1988: Werner Wollenweber
- 1988–2004: Günther Seifert
- 2004–2019: Berthold Wahl
- seit 2019: Christine Lohse[117]

## Bekannte ehemalige Regensburger Domspatzen
- Benjamin Appl, Sänger (Bariton)
- Thomas E. Bauer, Sänger (Bariton)
- Oliver Bendt, Schauspieler, Kunstturner, Sänger der Goombay Dance Band
- Christian Bischof, Organist, Kirchenmusiker, stv. Diözesanmusikdirektor des Erzbistums München und Freising und Orgelsachverständiger
- Mathias Breitschaft, Domkapellmeister in Mainz
- Adolf Eichenseer, Mundartdichter, ehemaliger Bezirksheimatpfleger der Oberpfalz
- Holger Falk, Sänger (Bariton)
- Julian Freibott, Opernsänger (Tenor), mehrmaliger Preisträger des Richard-Strauss-Wettbewerbs Salzburg
- Thomas Gropper, Sänger (Bariton) und Professor für Gesang an der Hochschule für Musik und Theater München
- Werner Güra, Sänger (Tenor)
- Julian Habermann, Sänger (Tenor)
- Willy Harlander, bayerischer Volksschauspieler
- Christian Heiß, Domkapellmeister in Eichstätt (bis 2019) und Regensburg (seit 2019)
- Alexander Held, Schauspieler[118]
- Florian Helgath, Chorleiter, ECHO-Klassik-Preisträger 2017
- Nikolaus Hillebrand, Opernsänger, Bassbariton
- Heiner Hopfner, Opernsänger, Gesangspädagoge
- Volker Horn, Opernsänger, Tenor
- Marco Köstler, Musiker und Produzent
- Edgar Krapp, Organist und Musikprofessor
- Andreas Kruse, Gerontologe
- Werner Kuchar, Priester und Schriftsteller
- Peter La Bonté (ZaZa), Popsänger
- Patrick Lange (Dirigent), Dirigent
- Karl-Heinz Liebl, bis 2018 Chorleiter bei den Domspatzen
- Peter Lika, Bassist im Konzert- und Opernfach
- Uwe Lohrmann (damals Baumann), Organist, Komponist
- Robert Matt, Jazzpianist, Komponist und Musikproduzent
- Maximilian Mayer, Opernsänger (Tenor)
- Wolfgang Mirlach, Schauspieler und Sänger (Bariton)
- Hubert Nettinger, Lied-, Konzert- und Oratoriensänger in der Stimmlage Tenor
- Josef Oberberger, Maler, Künstler und Kunstprofessor
- Hans Orterer, Militärmusiker, bis zu seiner Pensionierung Leiter des Luftwaffenmusikkorps 1
- Peter P. Pachl, Chefdramaturg, Professor für Opernregie
- Max-Josef Pemsel, Offizier
- Max Rädlinger, Kirchenmusiker, Organist, Stimmbildner und Chorleiter
- Stefan Rauh, Dirigent, Komponist und Musikverleger (Sonat-Verlag)
- Emanuel Schikaneder, Theaterdirektor und Librettist von Mozarts Zauberflöte
- Maximilian Schmitt, Opernsänger (Tenor)
- Michael Schopper, Sänger (Bassbariton) und Professor für Gesang
- Marius Schwemmer, Diözesanmusikdirektor des Bistums Passau
- Wilhelm Schwinghammer, Bassist und Opernsänger
- Wolfgang Seifen, Organist und Musikprofessor
- Alexander Stevens, Rechtsanwalt und Schauspieler
- Manfred Vorderwülbecke, Sportjournalist und Autor
- Franz Josef Wagner, Boulevard-Journalist bei der Bild-Zeitung
- Sebastian Weyerer, Komponist, Organist, Chorleiter
- Franz Wittenbrink, Komponist, Dirigent, Regisseur, Pianist
- Lothar Zagrosek, Dirigent

In der Fernsehsendung Gestatten: Rex Gildo von 1981 behauptete der Schlagersänger Rex Gildo (bürgerlich: Ludwig Franz Hirtreiter), er sei im Alter von zehn Jahren kurzzeitig Mitglied der Regensburger Domspatzen gewesen, ehe ihn nach drei Wochen das Heimweh zur Flucht in seine Heimatstadt Straubing veranlasst habe. Es gibt dafür aber keinerlei Beleg.

## Aus ehemaligen Domspatzen hervorgegangene Ensembles
- Die Bergkameraden, Volksmusikgruppe
- Free Vocals, Vokalensemble[120]
- High5ive, Vokalensemble[121]
- Kevin und Manuel, Schlager-Duo
- Renner Ensemble, Vokalensemble
- Singer Pur, Vokalensemble
- Spatzen-Quartett, Männergesangsquartett
- Stimmwerck, Vokalensemble
- Vocalista con Pianoforte, Vokalensemble
- Vokalensemble Hubert Velten[122], Vokalensemble
- Vokalensemble Passero, Regensburg[123]

## Filme (Auswahl)

### Filme über die Regensburger Domspatzen
- 1955: Du bist nicht allein, Dokumentarfilm mit Spielszenen von Paul R. Heil (bei der Berlinale 1956 mit dem Prädikat „wertvoll“ ausgezeichnet)
- 1982: Wir Kinder – Die Regensburger Domspatzen, Fernsehdokumentation von Radio Bremen
- 2007: Kathedralen der Donau – Mit den Regensburger Domspatzen stromabwärts, Fernsehdokumentation (Bayerisches Fernsehen)
- 2008: Domspatzen – Ein Jahr mit Deutschlands ältestem Knabenchor (franz. Les choristes de Ratisbonne), Dokumentarfilm von Matti Bauer, Tangram Film in Koproduktion mit dem Bayerischen Fernsehen und Arte
- 2018: Die Regensburger Domspatzen im Heiligen Land – Vom See Genezareth bis zum Toten Meer, Fernsehdokumentation (Bayerisches Fernsehen)

### Filme unter Mitwirkung der Regensburger Domspatzen
(ohne Filme über die Domspatzen)
- 1956: Die Trapp-Familie in Amerika
- 1984: Marie Ward – Zwischen Galgen und Glorie